# Václav Ondřejka
Václav Ondřejka (* 30. dubna 1988, Kroměříž, Československo) je český fotbalový útočník, momentálně působící v českém týmu FC Strání, hrající Divizi E

## Klubová kariéra
S fotbalem začínal v Březové u Uherského Brodu, kde hraje fotbalový klub TJ Sokol Březová. Zde si ho vyhlédl klub FC Synot, který v něm spatřil talent, kde v roce 2004 přestoupil. V létě 2012 odešel na hostování do Mladé Boleslavi. V sezóně 2012/13 se probojoval s Mladou Boleslaví do finále českého fotbalového poháru proti Jablonci. Zápas dospěl po remíze 2:2 do penaltového rozstřelu, který mladoboleslavští prohráli poměrem 4:5. Václav svůj pokus neproměnil.

### Klubové statistiky
Aktuální k datu : 10. červenec 2013
| Sezona | Klub                     | Země   | Soutěž  | Zápasy | Góly |
| ------ | ------------------------ | ------ | ------- | ------ | ---- |
| 06/07  | 1. FC Slovácko           | Česko  | 1. liga | 2      | 0    |
| 07/08  | 1. FC Slovácko           | Česko  | 2. liga | 0      | 0    |
| 08/09  | 1. FC Slovácko           | Česko  | 2. liga | 4      | 1    |
| 09/10  | 1. FC Slovácko           | Česko  | 1. liga | 26     | 7    |
| 10/11  | 1. FC Slovácko           | Česko  | 1. liga | 25     | 3    |
| 11/12  | 1. FC Slovácko           | Česko  | 1. liga | 24     | 2    |
| 12/13  | FK Mladá Boleslav (host) | Česko  | 1. liga | 13     | 0    |
| Celkem | Celkem                   | Celkem | Celkem  | 94     | 13   |